# Đỗ Anh (nhà Nguyên)
Đỗ Anh (chữ Hán: 杜瑛, 1204 – 1273), tên tự là Văn Ngọc, hiệu Câu Sơn, người huyện Tín An, phủ Bá Châu , là ẩn sĩ, học giả cuối đời Kim, đầu đời Nguyên trong lịch sử Trung Quốc.

## Thời loạn lánh đời
Cha là Đỗ Thì Thăng, ẩn sĩ nổi tiếng cuối đời Kim, sử cũ có truyện.
Anh mình cao 7 thước, râu dài và đẹp, dáng vẻ khôi vĩ. Nhà Kim sắp mất, trong khi kẻ sĩ vẫn còn dựa vào văn chương để tìm đường thăng tiến, thì Anh một mình lánh vào núi Câu Thị thuộc Hà Nam. Sau cơn binh lửa, văn vật tan tác, Anh sưu tầm sách vở, đọc kỳ hết, đã đọc thì không quên, rồi tìm hiểu ý nghĩa của chúng, nên việc xưa nay được mất đều nắm rõ như lòng bàn tay. Anh vất vả chuyển dời, dạy học mưu sinh trong khoảng Phần, Tấn. Trung thư Niêm Hợp Khuê mở phủ ở Tương, Anh nhận lời mời của ông ta, nên định cư ở đấy; được tặng ngàn mẫu ruộng tốt, ông từ chối. Có kẻ thuật sĩ nói ruộng đất có chôn vàng, người nhà muốn đào lên, Anh liền ngăn cản. Về sau người ở đất ấy quả nhiên tìm được trăm cân vàng, thế mới biết Anh không tham của không chính đáng.

## Một lời tỏ hiền tài
Năm Kỷ Mùi (1259), tông vương Hốt Tất Liệt nam tiến đến Tương, triệu Anh hỏi kế, ông bình thản đáp: "Hán, Đường về sau, quân chủ trị nước trông cậy vào pháp luật, quân đội và lương thực mà thôi. Nước không có pháp luật thì không đứng vững, người không có lương thực thì không sống nổi, loạn không quân đội thì không dẹp xong. Kim – Tống đều coi rẻ những thứ ấy, nguy ngập sắp mất rồi, chấn hưng phải nhờ vào thánh chủ. Nếu không chế quân đội Tương Phàn, ủy thác một cánh quân cho bộ hạ, để lật nhào sau lưng của họ, đại nghiệp sẽ định vậy." Hốt Tất Liệt vui vẻ nói: "Trong đám nhà nho lại có người này ru!" Anh lại khuyên Hốt Tất Liệt vài việc, nói rằng bây giờ không như được thế này, về sau sẽ ra thế khác. Hốt Tất Liệt nghe theo, trong lòng đã cho rằng Anh là người hiền, có thể trọng dụng, bèn mệnh cho ông cùng đi; Anh lấy cớ có bệnh để từ chối.

## Trọn đời nghiên cứu học thuật
Năm Trung Thống đầu tiên (1260), có chiếu trưng Anh. Bấy giờ Vương Văn Thống đang nắm quyền, nên Anh từ chối không đi (vì Vương Văn Thống không được lòng các nhà nho đương thời). Tả thừa Trương Văn Khiêm làm Tuyên phủ Hà Bắc, tấu xin lấy Anh làm Đề cử học hiệu quan của các lộ Hoài Mạnh, Chương Đức, Đại Danh; ông lại từ chối, còn gởi thư cho những người cầm quyền, đại khái nói: "Đạo của tiên vương không được làm cho rõ ràng , khiến dị đoan tà thuyết gây hại cho nó; mà bọn chúng hoành hành buông thả, khiến ngàn dặm có nguy cơ mất đi . Nay thiên tử thần thánh, hiền tài đông đúc, nói nghe kế dùng; nên lễ nhạc, giáo hóa của tiên vương muốn được chỉnh đốn khôi phục, chỉ có lúc này vậy. Ngay như văn thư mời gặp, chơi trò câu chữ vụn vặt, thì đời Hán, Đường còn không thèm làm thế; người cầm quyền xử lý sơ sài, sao cho xong việc, thật là đáng tiếc! Ôi cái gì bắt đầu tốt chưa hẳn sẽ kết thúc tốt, nay không thể tìm về nguồn cội, uốn nắn phong tục, chấn hưng giáo dục, để giải trừ cái tai vạ hàng trăm năm này, sợ rằng tệ nạn ngày sau sẽ không thể nói hết!" Việc làm này được hậu thế đánh giá rất cao, sử cũ gọi là Đỗ Anh di chấp chánh thư (杜瑛遗执政书).
Có kẻ khuyến khích Anh ra làm quan, thì ông nói: "Hậu thế cách đời xưa dẫu xa, nhưng việc làm của tiên vương, gốc – ngọn trước – sau, vẫn còn có thể tham khảo, nên người làm chính trị chẳng ai không bắt đầu từ việc phục cổ. Nhưng tùy tiện bắt chước tệ nạn cũ, để mong hợp với ý của tiên vương, chẳng khó làm ru! Tôi không thể tùy thời cúi – ngửa để nắm lấy cơ hội, sao mà làm quan!" Vì thế Anh đóng cửa viết sách, chẳng hề vì bế tắc – suôn sẻ hay được gì – mất chi mà lấy động ý chí, cứ thế nhàn nhã nghiên cứu học thuật, cho đến trọn đời.

## Hậu sự
Anh được 70 tuổi, di mệnh có các con trai là Xử Lập, Xử Nguyện rằng: "Cha sắp chết, hãy đặt tên cho bia mộ của ta là ‘Câu Sơn Đỗ xử sĩ’."
Thời Nguyên Văn Tông, Anh được tặng Tư Đức đại phu, Hàn Lâm học sĩ, Thượng hộ quân, truy phong Ngụy quận công, thụy Văn Hiến.

## Trước tác
- Xuân Thu địa lý nguyên ủy 10 quyển
- Ngữ Mạnh bàng thông 8 quyển
- Hoàng cực dẫn dụng 8 quyển
- Hoàng cực nghi sự 4 quyển
- Cực học 10 quyển
- Luật lữ luật lịch lễ nhạc tạp chí 30 quyển
- Văn tập 10 quyển